# Edison Villegas
Edison Villegas (Medellín, Antioquia, Colombia; 9 de febrero de 1994) es un futbolista colombiano. Juega de mediocampista y actualmente juega en el Deportivo Independiente Medellín de la Categoría Primera A Colombiana.